# 渐尖赤桉
渐尖赤桉（学名：Eucalyptus camaldulensis var. acuminata）为桃金孃科桉属下的一个变种。

## 扩展阅读
- 維基物種上的相關：渐尖赤桉